# Pinsà escarlata
El pinsà escarlata (Carpodacus sipahi) és una espècie d'ocell de la família Fringillidae, que ha estat considerada l'única representant del gènere Haematospiza Blyth, 1845.
Es distribueix pels boscos temperats i zones de matoll de Bhutan, Xina, l'Índia, Laos, Myanmar, el Nepal, Tailàndia i el Vietnam.